# XM29 OICW
XM29 OICW (англ. XM29 Objective Individual Combat Weapon) — результат спільної програми німецької компанії Heckler & Koch і американської компанії Alliant Techsystems зі створення принципово нового типу піхотної зброї для ЗС США, що буде побудована за модульною схемою. У деяких джерелах OICW згадується під назвою програма SABR (англ. Selectable Assault Battle Rifle).
Проєктування та розробка проводилась в 1990-х роках XX століття, та послужила базою для створення проєктів стандартного піхотного озброєння XM8 і XM25. Програма розробки прототипу була остаточно закрита з ряду причин у 2005 році.

## Концепція OICW
Метою програми передбачалося, що основним засобом поразки на полі бою XXI століття має стати самозарядний гранатометний модуль калібру 20 мм з широким асортиментом «розумних» боєприпасів. Причому в рамках розробки проєкту стрілецький модуль, створений на основі HK G36 під патрон 5,56×45 мм НАТО розглядався як, не більше ніж додаткова зброя особистої самооборони піхотинця. Обидва види зброї використовувались з прицільним модулем, оснащеним оптичним прицілом зі збільшенням до 6 разів, нічним прицілом, балістичним обчислювачем та лазерним далекоміром.
До моменту припинення OICW проєкту в 2004 році, він був розділений на три взаємопов'язаних програми. OICW Increment One була покликана для створення сім'ї легкої кінетичної зброї; OICW Increment Two мала за ціль розвиток гранатометів для запуску снарядів, що вибухають у повітрі; OICW Increment Three повинна була інтегрувати перші дві програми у єдину зброю. Прототип XM8 був розроблений як спроба задовольнити вимоги першої частини проєкту. А прототип гранатомету XM25 був розроблений для задоволення вимог другої частини проєкту. Третя частина проєкту так і не почалася, у зв'язку із остаточним закриттям проєкту. Розробка XM8 була припинена, а ось XM25 виявився більш успішним, і у 2015 році перші зразки гранатомету планується передати на озброєння збройних сил США.